# Roix ha-Xanà (Talmud)
Roix ha-Xanà (en hebreu: ראש השנה) és el nom d'un text de la llei jueva (halacà) originada en la Mixnà, que forma part dels tractats del Talmud de Babilònia i del Talmud de Jerusalem. És el vuitè tractat de l'ordre de Moed. El text conté les normes més importants relatives al calendari hebreu, juntament amb una descripció de la inauguració dels mesos, les lleis sobre la forma i l'ús del xofar i les lleis relacionades amb els serveis religiosos celebrats durant la festa de l'any nou jueu, el Roix ha-Xanà.
El tractat parla de les lleis del calendari hebreu, que en l'antiguitat estaven basades en l'observació directa del naixement de la lluna i en l'autenticació dels testimoniatges per part del Sanedrí. Degut a l'existència de comunitats allunyades de Jerusalem, era necessari l'enviament d'emissaris, la missió dels quals tenia en certs casos prioritat sobre el descans sabàtic, el Shabat. D'altra banda, com el seu nom indica, aquest tractat està dedicat a la festivitat jueva de Roix ha-Xanà, i a la seva principal ordenança bíblica: fer sonar el xofar, un instrument fet amb la banya d'un animal.